# Pauline Frederick
Pauline Frederick est une actrice américaine née le 12 août 1883 à Boston et morte le 19 septembre 1938.

## Filmographie

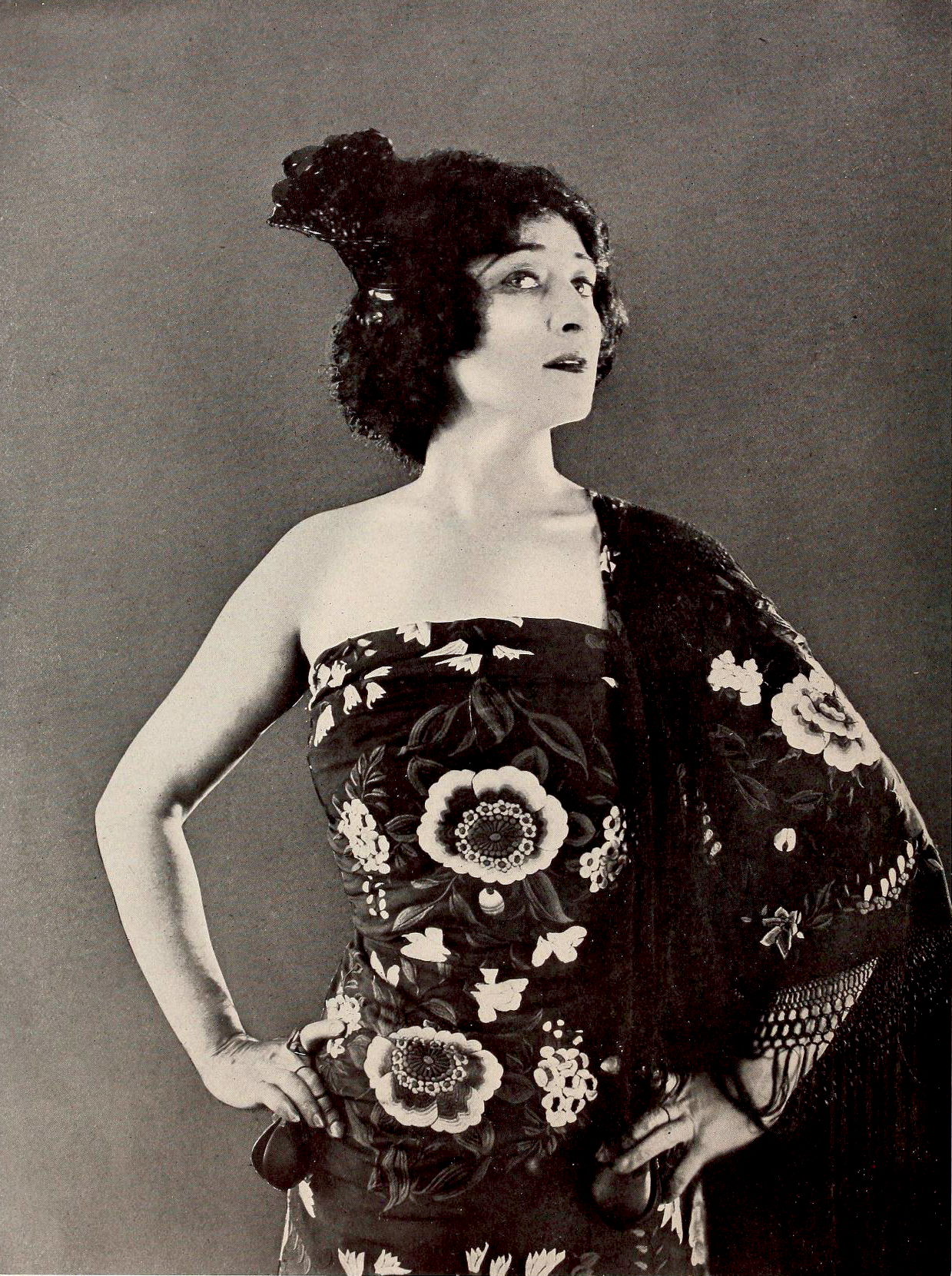
Pauline Frederick en danseuse espagnole dans The World's Great Snare (1916).

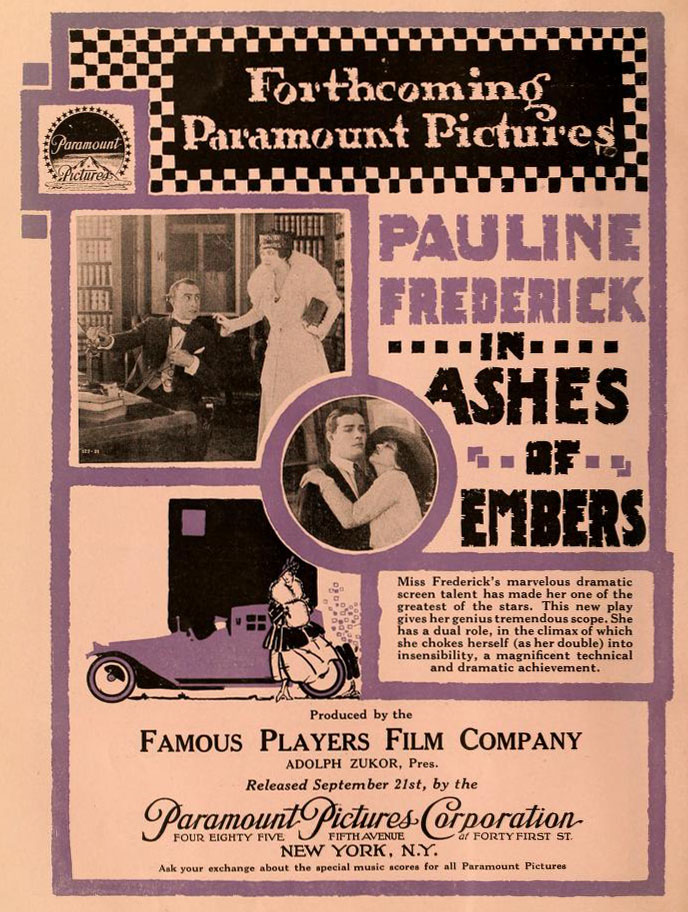
Ashes of Embers (1916)

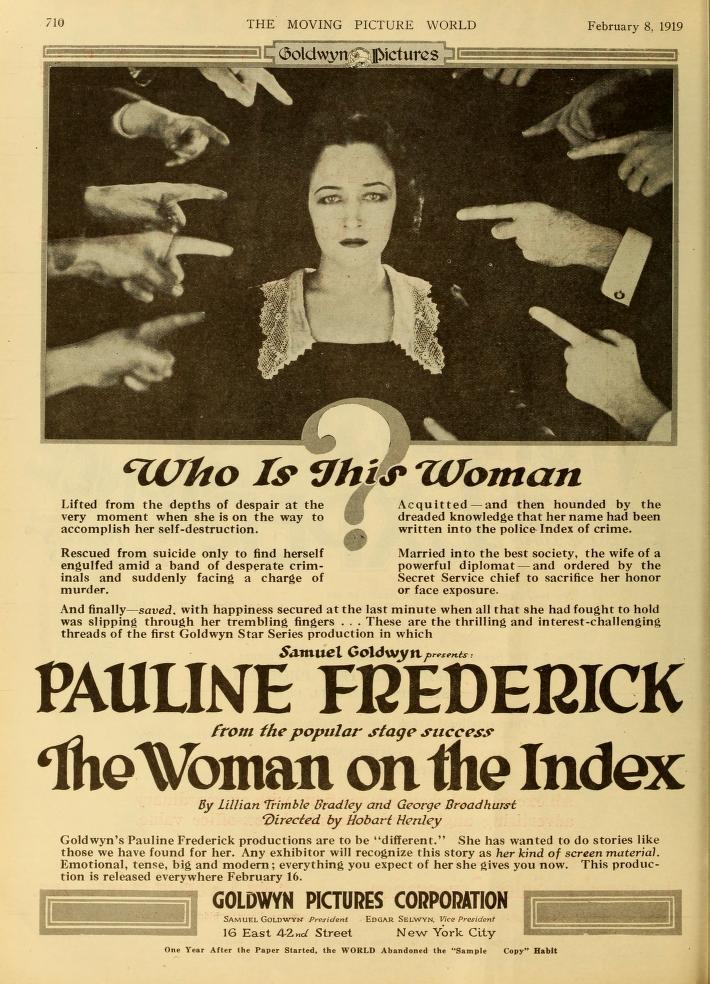
The Woman on the Index (1919)

- 1915 : La Ville éternelle (The Eternal City) de Hugh Ford et Edwin S. Porter : Donna Roma
- 1915 : Sold (en) de Hugh Ford et Edwin S. Porter : Helen
- 1915 : Zaza de Hugh Ford et Edwin S. Porter : Zaza
- 1915 : Bella Donna (en) de Hugh Ford et Edwin S. Porter : Bella Donna (Ruby Chepstow)
- 1915 : Lydia Gilmore (en) de Hugh Ford et Edwin S. Porter : Lydia Gilmore
- 1916 : The Spider de Robert G. Vignola : Valerie St. Cyr / Joan Marche
- 1916 : Audrey (en) de Robert G. Vignola : Audrey
- 1916 : The Moment Before (en) de Robert G. Vignola : Madge
- 1916 : The World's Great Snare (en) de Joseph Kaufman : Myra
- 1916 : The Woman in the Case : Margaret Rolfe
- 1916 : Ashes of Embers : Laura Ward / Agnes Ward
- 1916 : Nanette of the Wilds de Joseph Kaufman : Nanette Gauntier
- 1916 : The Slave Island
- 1917 : The Slave Market : Ramona
- 1917 : Sapho : Sapho, Fanny Lagrand
- 1917 : Sleeping Fires : Zelma Bryce
- 1917 : Her Better Self : Vivian Tyler
- 1917 : The Love That Lives : Molly McGill
- 1917 : Double Crossed (en) : Eleanor Stratton
- 1917 : The Hungry Heart : Courtney Vaughan
- 1918 : Mrs. Dane's Defense de Hugh Ford : Felicia Hindemarsh
- 1918 : Madame Jealousy : Madame Jealousy
- 1918 : La Tosca : Floria Tosca
- 1918 : Resurrection : Katusha
- 1918 : Her Final Reckoning : Marsa
- 1918 : Fedora : Princess Fedora
- 1918 : Stake Uncle Sam to Play Your Hand : Miss Liberty Loan
- 1918 : A Daughter of the Old South : Dolores Jardine
- 1919 : Out of the Shadow de Burton L. King : Ruth Minchin
- 1919 : Tentations (The Loves of Letty) de Frank Lloyd : Letty Shell
- 1919 : The Woman on the Index : Sylvia Martin
- 1919 : Paid in Full : Emma Brooks
- 1919 : La Fugue d'Hélène Sherwood (One Week of Life) de Hobart Henley : Mrs. Sherwood & Marion Roche
- 1919 : The Fear Woman : Helen Winthrop
- 1919 : The Peace of Roaring River : Madge Nelson
- 1919 : Bonds of Love : Una Sayre
- 1919 : The Loves of Letty : Letty Shell
- 1920 : L'Appartement n° 13 (The Woman in Room 13) de Frank Lloyd : Laura Bruce
- 1920 : L'Affaire Paliser (The Paliser Case) de William Parke : Cassy Cara
- 1920 : Madame X de Frank Lloyd : Jacqueline Floriot
- 1920 : A Slave of Vanity de Henry Otto : Iris Bellamy
- 1921 : The Mistress of Shenstone de Henry King : Lady Myra Ingleby
- 1921 : Roads of Destiny de Frank Lloyd : Rose Merritt
- 1921 : Une mère (Salvage) de Henry King : Bernice Ridgeway / Kate Martin
- 1921 : The Sting of the Lash de Henry King : Dorothy Keith
- 1921 : The Lure of Jade : Sara Vincent
- 1922 : The Woman Breed
- 1922 : Une femme de tête (Two Kinds of Women) de Colin Campbell
- 1922 : The Glory of Clementina : Clementina Wing
- 1924 : Let Not Man Put Asunder : Petrina Faneuil
- 1924 : Married Flirts : Nellie Wayne
- 1924 : Trois Femmes (Three Women) d'Ernst Lubitsch : Mrs. Mabel Wilton
- 1925 : La Femme de quarante ans (Smouldering Fires) de Clarence Brown : Jane Vale
- 1926 : L'Honneur de son fils (Her Honor, the Governor) de Chester Withey : Adele Fenway
- 1926 : Devil's Island : Jeannette Picto
- 1926 : Josselyn's Wife de Richard Thorpe : Lillian Josselyn
- 1927 : The Nest : Mrs. Hamilton
- 1927 : Mumsie : Mumsie
- 1928 : En cour d'assises (On Trial) d'Archie Mayo : Joan Trask
- 1929 : Evidence : Myra Stanhope
- 1929 : The Sacred Flame d'Archie Mayo : Mrs. Taylor - La mère
- 1930 : Terra Melophon Magazin Nr. 1 : Die Zofe (Episode "Was Ziehe ich an, Bevor ich mich anziehe")
- 1931 : Aimer, rire, pleurer (This Modern Age) de Nick Grinde : Diane 'Di' Winters
- 1932 : Wayward (en) d'Edward Sloman : Mrs. Eleanor Frost
- 1932 : Le Fantôme de Crestwood (The Phantom of Crestwood) de J. Walter Ruben : Faith Andes (sœur de Priam)
- 1932 : Self Defense : Katy Devoux
- 1934 : Social Register : Mme Breene
- 1935 : My Marriage (en) de George Archainbaud : Mme DeWitt Tyler II
- 1936 : Ramona de Henry King : Señora Moreno
- 1937 : Le Serment de M. Moto (Thank You, Mr. Moto) de Norman Foster : Madame Chung